# Mikael Hakim
Mikael Hakim er en historisk roman skrevet af den finske forfatter  Mika Waltari i 1949.
Den er efterfølger til Mikael Karvajalka og handler om Mikaels liv i 1500-tallets Europa, og hvordan har går fra at være kristen til at blive muslim og stiger i graderne ved Süleyman 1. hof.
| Bog | Spire Denne artikel om bøger og tidsskrifter er en spire som bør udbygges. Du er velkommen til at hjælpe Wikipedia ved at udvide den. |